# Driver (serie)

Logo ufficiale della serie

Driver è una serie di videogiochi action-adventure sviluppati da Reflections Interactive (rinominata Ubisoft Reflections nel 2006).

## Videogiochi

### Capitoli principali
| Titolo                 | Anno | Sviluppatore            | Editore        | Piattaforme                                    |
| ---------------------- | ---- | ----------------------- | -------------- | ---------------------------------------------- |
| Driver                 | 2000 | Reflections Interactive | GT Interactive | PlayStation, Game Boy Advance, Windows         |
| Driver 2               | 2002 | Reflections Interactive | GT Interactive | PlayStation, Game Boy Advance                  |
| Driv3r                 | 2004 | Reflections Interactive | Atari          | PlayStation 2, Xbox, Game Boy Advance, Windows |
| Driver: Parallel Lines | 2006 | Ubisoft Reflections     | Ubisoft        | PlayStation 2, Xbox, Wii, Windows              |
| Driver 76              | 2007 | Ubisoft Reflections     | Ubisoft        | PlayStation Portable                           |
| Driver: San Francisco  | 2011 | Ubisoft Reflections     | Ubisoft        | PlayStation 3, Xbox 360, Wii, Windows          |

### Spin-off
| Titolo                | Anno | Sviluppatore | Editore    | Piattaforma        |
| --------------------- | ---- | ------------ | ---------- | ------------------ |
| Driver: Vegas         | 2006 | Gameloft     | GLU Mobile | Telefoni cellulari |
| Driver: LA Undercover | 2007 | Gameloft     | GLU Mobile | Telefoni cellulari |